# Zespół aspiracji smółki
Zespół aspiracji smółki (ang. meconium aspiration syndrome, MAS) – powikłanie niedotlenienia wewnątrzmacicznego, polegające na aspiracji wód płodowych przez płód wraz z oddaną przedwcześnie smółką. Zarówno oddanie smółki jak i głębokie ruchy oddechowe płodu spowodowane są niedotlenieniem i odruchem z nerwu błędnego.

## Rozpoznanie
Na zagrożenia wystąpienia MAS wskazują:
- patologiczny zapis KTG
- obniżenie pH krwi włośniczkowej płodu.

## Objawy kliniczne
- gęsty, zielony płyn owodniowy w drogach oddechowych noworodka
- zielone podbarwienie skóry, paznokci, pępowiny
- zły stan ogólny noworodka po porodzie:
  - bradykardia
  - obniżone napięcie mięśniowe
  - bladość powłok
  - brak czynności oddechowej
  - niska punktacja w skali Apgar
- zaburzenia oddychania:
  - tachypnoe
  - stękanie wydechowe
  - zaciąganie międzyżebrzy
  - poruszanie skrzydełkami nosa
  - zjawiska osłuchowe (świsty, rzężenia nad płucami)

## Rozpoznanie
- gazometria krwi tętniczej: nasilona hipoksemia, hiperkapnia, kwasica
- zdjęcie RTG klatki piersiowej: ogniska nieregularnych zagęszczeń, w ciężkich postaciach masywne zacienienia (obraz "burzy śnieżnej")

## Leczenie
- Odessanie treści z jamy ustnej i nosa po urodzeniu główki dziecka (przed wykonaniem pierwszego oddechu)
- Resuscytacja oddechowa, jeśli konieczna:
  - Intubacja i sanacja drzewa oskrzelowego
  - Płukanie oskrzeli przez rurkę intubacyjną 0,9% NaCl
- Stabilizacja stanu ogólnego
- Monitorowanie czynności życiowych
- Sedacja, w razie potrzeby
- Leczenie niewydolności oddechowej
- Odpowiednia podaż płynów i kalorii
- Fizykoterapia
- Antybiotykoterapia
- Leczenie powikłań